# Здесь курят (роман)
«Здесь курят» — роман Кристофера Бакли, который принёс ему всемирную известность, славу и популярность. Экранизирован в 2005 году.

## Сюжет
Сатирический роман с элементами триллера.
Книга написана Бакли по своему собственному опыту в рекламном деле и жизни массмедиа. В романе «Здесь курят» рассказывается о табачном лоббисте Нике Нейлоре, который чрезвычайно успешно продвигает в массы идею о том, что курение практически безвредно и всячески культивирует эту привычку, в то время как на него постоянно обрушивается негодование общественности. Карьера идет в гору, несмотря на специфичность работы — каждый день Ник спорит с противниками курения, встречается с самыми грозными оппонентами на конференциях и телешоу и умудряется выкрутиться из самых щекотливых ситуаций. Однако неожиданно на Нейлора объявляют охоту, похищают и пытаются убить, обклеив все тело Ника никотиновыми пластырями (после чего он не сможет курить даже при желании). После этого он самостоятельно расследует ситуацию и приходит к выводу, что на него покушались его же соратники, защитники сигарет.
Особую пикантность роману придаёт эпизодическое появление на его страницах всемирно известных людей, лишь в редких случаях прикрытых прозрачными псевдонимами.
В произведении «Здесь курят» главный герой является одновременно и объектом и источником сатиры. Причем, когда Ник выступает как объект сатиры, осмеивать его может не только автор, но и он сам. Самоирония Ника Нейлора по ходу романа переходит в саморазоблачение, раскаяние.
Прежде всего, самоирония Ника выражается через газетные заголовки. Он придумывает их сам, предполагая, что могли бы написать журналисты, если бы узнали обо всех нюансах его работы. Например, когда начальство предлагает Нику подкупить умирающего ковбоя по кличке Перекати-Поле, который раньше рекламировал сигареты, а теперь подал в суд на табачные корпорации, он говорит:
«Позвольте, я процитирую вам заголовок: „Умирающий Перекати-Поле отвергает плату за молчание, предложенную табачным лобби“. Это из „Уолл-стрит джорнел“. Таблоидный вариант будет выглядеть примерно так: „Торговец смертью говорит Перекати-Полю: заткнись и сдохни!“»